# 蜻蜓科
蜻蜓科（学名：Libellulidae）是差翅亚目最大的一科，分布在全世界，总计超过1000种。

## 属
蜻蜓科包括下列属: